# Michael Damgaard
Michael Damgaard Nielsen (Rødby, Danska, 18. ožujka 1990.) je danski rukometaš i nacionalni reprezentativac. Mlađi je brat Allana Damgaarda, također rukometaša i bivšeg reprezentativca. Michael igra na poziciji lijevog vanjskog te je trenutno član njemačkog Magdeburga.
Tijekom igračke karijere u domovini, s Holstebroom je osvojio treće mjesto u EHF kupu da bi transferom u Magdeburg ponovio isti rezultat 2017. godine. Također, s klubom iz Saske je osvojio njemački rukometni kup.
Kao mladi reprezentativac, Damgaard je bio srebrni na svjetskom juniorskom prvenstvu 2011. dok je za seniore debitirao 2013. u susretu protiv Njemačke. Prvi veliki uspjeh s reprezentacijom ostvario je 2016. kada je Danska postala olimpijski prvak.

## Vanjske poveznice
- Profil rukometaša na službenim web stranicama EHF-a